# Доленчани
Доленчани или Доленци (пољ. Dołężanie, Tolężanie, Doleńcy, Tolensanowie; рус. Доленча́не, доле́нцы) су били западнословенско племе, део племенског савеза Љутића (X - XII век). Живели су источно од Доленског језера и истоимене реке (десне притоке реке Пјене) на територији данашње немачке државе Мекленбург-Западна Померанија.
Први пут се Доленчани помињу у 10. веку у хроници Видукинда Корвејског. Према Титмару Мерсебуршком, „Доленчани“ (или Далеминци) је немачко име за словенско племе, које се на словенском назива „Гломачи“. Међутим, према мишљењу других аутора, име „Далеминци” је словенског порекла. Они се такође помињу у „Словенској хроници” Хелмолда фон Босауа, која говори о избијању сукоба средином XI века између Доленчана, Ретара, Хижана и Прекопјенаца. Они су се вероватно борили око превласти у љутићком савезу, на коју су претендовали Доленчани и Ретари, на чијој земљи се (у граду Ретри) налазило светилиште бога Радгоста.
Између Ретара и Доленчана на једној страни, и Прекопјенаца и Хижана на другој, вођене су борбе, које су први изгубили, након чега су се обратили за помоћ кнезу Бодрића Готшалку (или Годеславу) и саксонском херцегу Бернхарду 1114. године. Саксонци су затим послали војску против Хижана и Прекопјенаца, које су убрзо поразили. Мир је постигнут, након што су Хижани и Прекопјенци платили 15 хиљада марака. 
Хелмолд фон Босау не одобрава чињеницу да је циљ саксонске кампање био само новац, а не преобраћење паганских Словена у хришћанство.